# Jen Kiggans
Jennifer Ann "Jen" Kiggans, född Moore 18 juni 1971 i Tampa i Florida, är en amerikansk politiker (republikan). Hon är ledamot av USA:s representanthus sedan 2023.
Hon gick i skola i Bishop Moore Catholic High School i Orlando i Florida. År 1993 avlade hon kandidatexamen vid Boston University och 2011 ytterligare en kandidatexamen vid Old Dominion University samt 2012 masterexamen vid Vanderbilt University. Hon tjänstgjorde i USA:s flotta 1993–2003.
I kongressvalet 2022 besegrade Kiggans sittande kongressledamoten Elaine Luria.